# Димитър Табаков (кмет на Кюстендил)
Вижте пояснителната страница за други личности с името Димитър Табаков.
Димитър Мицов Табаков е български учител и общественик.

## Биография
Роден е през 1887 година в град Кюстендил. Завършва право в Лозана, Швейцария. Завръща се в Кюстендил, където работи като директор на Занаятчийското училище и преподавател по френски език в Мъжката гимназия.
Назначен е за кмет на Кюстендил от органите на Отечествения фронт на 9 септември 1944 г. На кметския пост е до 15 октомври 1944 г., след което се връща на работа като преподавател в Кюстендилската мъжка гимназия.